# مرموط منزبيري
مرموط منزبيري (الاسم العلمي:Marmota menzbieri) (بالإنجليزية: Menzbier's marmot)‏ هو نوع من الحيوانات يتبع جنس المرموط من فصيلة سنجابية.